# Pierre Gaulon
Pour les articles homonymes, voir Gaulon.
 Pierre Gaulon, né le 14 avril 1983 à Salon-de-Provence, est un écrivain français.

## Éléments biographiques
Titulaire d'un baccalauréat scientifique, Pierre Gaulon poursuit ses études à l'Université de Provence Aix-Marseille I où il obtient un master portant sur la thématique des littératures de l'imaginaire. Après une brève expérience dans l’enseignement, il se tourne vers l'écriture.
En 2017, Pierre Gaulon décide de créer sa propre structure éditoriale pour publier ses anciens titres en version numérique.

## Œuvres

### Fantasy
Blizzard , trilogie parue aux Éditions Mnémos réunissant : 
- Le Secret des Esthètes[5],[6],[7], janvier 2015.
- Les Guerres Madrières[8],[9], septembre 2015.
- Le Dernier Sortilège[10],[11], juin 2016.

### Thrillers
- La Mort en rouge[12], août 2013.

- Noir Ego[13], mars 2014.

- La Brûlure des Anges[14], mai 2017.
- Comme des mouches (coauteur Frédéric Ernotte)[15],[16], mars 2019

- Lignes noires[17], mars 2021

- La Patte du diable[18], mars 2022

- Une famille parfaite[19], février 2025

### Horreur
Enragés,, mai 2015.

### Roman jeunesse
- Carlton Heston, Raton détective, "Une enquête au goût salé"[22],[23], coauteure Betty Séré de Rivières[24], février 2017.
- Maléfique ritournelle[25], "Porte 1", collection Galerie des Frissons, septembre 2018
- La Faille[26], "Porte 3", collection Galerie des Frissons, mars 2019
- Lilette et les fleurs, éditions Encre Sympathique, juillet 2023[27]

### Recueils de nouvelles collectifs
- Silencieuse et perfide[28], février 2015. Ce recueil de nouvelles porte les initiales de la maladie qui constitue le fil rouge des récits : la sclérose en plaques. Les quatorze coauteurs, dont Gilles Caillot, Fabio M. Mitchelli, Christian Rauth... ont reversé les bénéfices des ventes du livre à l'AFSEP (association française des sclérosés en plaques).
- Fées et automates[29], éditions Mnémos 2016. Parmi les quatorze coauteurs figurent : Paul Beorn, Pierre Bordage, Jean-Claude Dunyach, Mike Resnick...
- L'Almanach, choses vues, vol. I, paru en novembre 2023 aux éditions Encre Sympathique[30]. Parmi les coauteurs figurent notamment Cay Rademacher.

## Prix littéraires
- 2015 : 1er prix "La Ruche des mots" pour Noir Ego[31],[32]
- 2021: Prix du coup de cœur éditorial des Jackies, révélations éditoriales de la maison d'édition Betapublisher.